# El color de la nit
El color de la nit (títol original: Color of Night) és uns pel·lícula policíaca estatunidenca dirigida l'any 1994 per Richard Rush. Ha estat doblada al català.

## Argument
El Dr. Bill Capa (Bruce Willis) psicòleg, va a descansar a casa d'un amic i col·lega, que l'integra en l'un dels seus grups de treball, tot i que li amaga que ha rebut amenaces de mort. Alguns dies més tard, és trobat salvatgement assassinat. Bill Capa vol aclarir la mort del seu amic, i decideix de reemplaçar-lo en les seves funcions de terapeuta, amb la finalitat de desemmascara l'assassí, que sospita és un dels cinc clients malalts i neuròtics.

## Repartiment
- Bruce Willis: Dr. Bill Capa
- Jane March: Rosa/Richie/Bonnie
- Rubén Blades: Martinez
- Lesley Ann Warren: Sondra
- Scott Bakula: Bob Moore
- Brad Dourif: Clark
- Eriq La Sala: Anderson
- Lance Henriksen: Buck
- Kevin J. O'Connor: Casey
- Andrew Lowery: Dale
- Kathleen Wilhoite: Michelle
- Shirley Knight: Edith

## Premis i nominacions
- 1994: Premis Razzie: Pitjor pel·lícula. 9 Nominacions, incloent pitjor director i actor (Willis)
- 1994: Globus d'or: Nominada Millor cançó original